# Georg zur Hellen
Georg zur Hellen (* 26. Mai 1886 in Hagen; † 11. September 1954 in Remscheid) war ein deutscher Politiker und Oberbürgermeister von Remscheid.

## Leben
Als Sohn eines Kommis geboren, studierte zur Hellen nach dem Besuch des Remscheider Realgymnasiums Rechtswissenschaften in Marburg und Leipzig. Während seines Studiums wurde er 1905 Mitglied der Burschenschaft Arminia Marburg. Seine juristische Ausbildung schloss er mit dem Assessorexamen 1914 in Berlin ab. Am Ersten Weltkrieg nahm er teil, zuletzt als Vizefeldwebel. 1919 wurde er Beigeordneter der Stadt Remscheid und leitete das Rechtsdezernat. 1945 wurde er von der britischen Militärregierung zum Oberbürgermeister von Remscheid ernannt. Dieses Amt übte er bis 1946 aus und ging 1947 in den Ruhestand.